# 伊藤謙一郎
伊藤 謙一郎（いとう けんいちろう、1968年 - ）は、日本の作曲家。東京工科大学准教授。修士 (音楽学)。

## 経歴
1968年に東京都で生まれる。1989年に尚美学園短期大学（現・尚美学園大学）音楽学科ピアノ専攻卒業する。1994年に国立音楽大学作曲学科を卒業後、東京コンセルヴァトアール尚美（現・東京ミュージック＆メディアアーツ尚美）非常勤講師となる。2001年にソウル大学校音楽大学大学院作曲科を修士課程を修了し、東京工科大学片柳研究所研究員、東京工科大学メディア学部専任講師、上野学園大学短期大学部音楽科非常勤講師を歴任。2010年現在、東京工科大学メディア学部准教授、国立音楽大学非常勤講師を務める。専門分野は、作曲、音楽理論、ソルフェージュ。

## 略歴
- 1968年 東京都にて出生
- 1989年 尚美学園短期大学音楽学科ピアノ専攻卒業
- 1994年 国立音楽大学作曲学科卒業
- 東京コンセルヴァトアール尚美非常勤講師
- 2001年 ソウル大学校音楽大学大学院作曲科修士課程修了
- 東京工科大学片柳研究所研究員、東京工科大学メディア学部専任講師、上野学園大学短期大学部音楽科非常勤講師
- 東京工科大学メディア学部准教授、国立音楽大学非常勤講師

## 業績
主な業績は次のとおりである。
- 「第1回東京国際室内楽作曲コンクール」第3位入賞（1996年）
- 「第13回現音作曲新人賞」入選（1996年）
- 「'97大田現代音楽祭」公募入選（1997年、韓国）

## 著書
- 『尋常小学唱歌. 1（低学年用）』、オンキョウパブリッシュ、1999年4月、ISBN 978-4872256949
- 『尋常小学唱歌. 2（高学年用）』、オンキョウパブリッシュ、1999年4月、ISBN 978-4872256956
- 『宮崎駿アニメベストコレクション : 風の谷のナウシカからとなりの山田くんまで』、オンキョウパブリッシュ、1999年9月、ISBN 978-4872257359
- 『ソルフェージュのための聴音. 1』(共著)、オブラ・パブリケーション、2000年11月、ISBN 978-4915964268
- 『ソルフェージュのための聴音. 2 』(共著)、オブラ・パブリケーション、2004年6月、ISBN 978-4915964275
- 『学生のための和声の要点』(共著)、サーベル社、2005年3月、ISBN 978-4883713073
- 『学生のための和声の要点模範実施集』(共著)、サーベル社、2005年9月、ISBN 978-4883713325
- 『学生のための和声の要点第2巻』(共著)、サーベル社、2009年5月、ISBN 978-4883715183
- 『学生のための和声の要点第2巻模範実施集』(共著)、サーベル社、2009年7月、ISBN 978-4883715244